# ADM-Aeolus
ADM-Aeolus (англ. Atmospheric Dynamics Mission Aeolus — миссия [по изучению] динамики атмосферы «Эол») — космический спутник дистанционного зондирования Земли, построенный Airbus Defence and Space. ADM-Aeolus должен стать первым спутником, способным проводить глобальные наблюдения за ветрами от поверхности Земли до 30 км (стратосферы), что позволит получить информацию, важную для предсказания погоды.
Спутник назван в честь древнегреческого бога Эола, повелителя ветров.
Спутник был запущен Европейским космическим агентством при помощи ракеты-носителя «Вега», стартовавшей с космодрома «Куру», расположенного во Французской Гвиане, 23 августа 2018 года в 00:20 по московскому времени.
В скором времени на Землю упадет спутник Aeolus. Устройство вышло из строя из-за нехватки топлива для дальнейшего движения по заданной орбите.